# Bitwa pod Łopatyczami

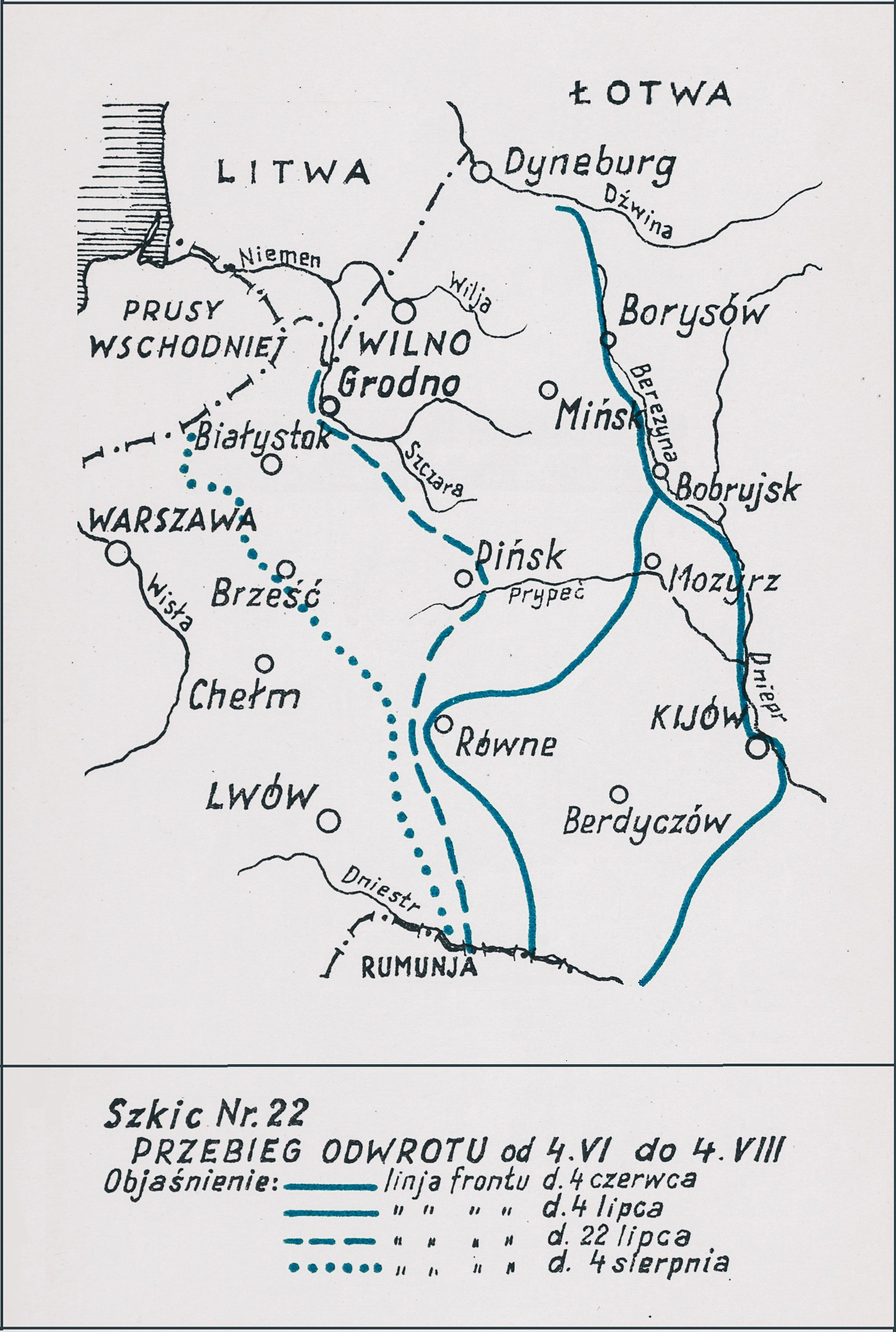
Adam Przybylski,
Wojna polska 1918–1921

Bitwa pod Łopatyczami – walki polskiego 25 pułku piechoty z 7 Dywizji Piechoty z sowieckim 60 pułkiem strzelców toczone w okresie ofensywy Frontu Południowo-Zachodniego w czasie wojny polsko-bolszewickiej.

## Geneza
26 maja na Ukrainie wojska  sowieckiego Frontu Południowo-Zachodniego przeszły do ofensywy, a już 5 czerwca trzy dywizje sowieckiej 1 Armia Konna Siemiona Budionnego przełamały trwale polski front na odcinku obrony grupy gen. Jana Sawickiego.
Sowiecki plan kontrofensywy na Ukrainie przewidywał odcięcie polskiej 3 Armii gen. Edwarda Rydza-Śmigłego, zgrupowanej w rejonie Kijowa, poprzez opanowanie Korostenia siłami 12 Armii, oraz Koziatyna i Żytomierza przez 1 Armię Konną Siemiona Budionnego. 10 czerwca odwrót spod Kijowa w kierunku na Korosteń rozpoczęła polska 3 Armia gen. Edwarda Rydza-Śmigłego, 16 czerwca dotarła do Uszy, a 22 czerwca większość sił posiadała już na Uborci.
W ostatnich dniach czerwca poszczególne związki operacyjne Frontu Ukraińskiego ugrupowane były w następujący sposób: Armia Ukraińska skupiona była nad Dniestrem w kierunku granicy z Rumunią, 6 Armia zajmowała odcinek frontu Dniestr–Chmielnik–Lubar, 2 Armia znajdowała się na linii rzek Słucz i Horyń, 3 Armia rozlokowana była nad Uborcią. 27 czerwca 1 Armia Konna przełamała polską obronę na Słuczy na południe od Zwiahla, na odcinku bronionym przez I Brygadę Piechoty (rez.). Kawaleria Budionnego wdarła się w lukę między lewym skrzydłem 6 Armii a grupą gen. Leona Berbeckiego z 2 Armii.

## Walczące wojska
| Jednostka               | Dowódca                      | Podporządkowanie   |
| Wojsko Polskie          |                              |                    |
| 7 Dywizja Piechoty      | płk Karol Schubert           | 3 Armia            |
| ⇒ XIII Brygada Piechoty | ppłk Wacław Jan Przeździecki | 7 Dywizja Piechoty |
| → 25 pułk piechoty      | mjr Józef Jaklicz            |                    |
| – III/25 pułku piechoty |                              |                    |
| Armia Czerwona          |                              |                    |
| 7 Dywizja Strzelców     | Aleksandr Golikow            | 16 Armia           |
| ⇒ 20 Brygada Strzelców  |                              | 7 DS               |
| → 60 pułk strzelców     |                              | 20 BS              |

## Działania wojsk w rejonie Łopatycz
Wchodząca w skład polskiej 3 Armii 7 Dywizja Piechoty płk. Karola Schuberta nocą z 27 na 28 czerwca 1920 cofała się na linię Uborci. Odwrót osłaniał 25 pułk piechoty. Nad ranem 28 lipca pułk obsadził rzekę na odcinku Łopatycze – Baranówka. Jego III batalion zajął stanowiska pod Łopatyczami. Tam też utworzono przedmoście na wschodnim brzegu rzeki.
Około 9.00, będący w pościgu sowiecki 60 pułk strzelców, wzmocniony baterią artylerii, rozpoczął natarcie z marszu na pozycje polskiego III/25 pp, z zadaniem uchwycenia mostu na Uborci. Batalion polski stawił zacięty opór, a zaalarmowany dowódca 25 pułku piechoty, mjr Józef Jaklicz, skierował do kontrataku 2 kompanię por. Henryka Chmielewskiego stojącą w pobliskiej Hamerni. Skrzydłowy atak spowodował zamieszanie w tyralierach nieprzyjaciela. Wykorzystał to III batalion i też przeszedł do kontrataku swoją 10 kompanią.
Uderzenia z dwóch stron nie wytrzymał pułk sowiecki, a jego żołnierzy ogarnęła panika. Mimo wysiłków komisarzy, czerwonoarmiści rzucili się do ucieczki. Była ona tak szybka i nieoczekiwana, że Polacy wzięli w pościgu tylko garstkę jeńców. Zebrali natomiast mnóstwo porzuconego sprzętu. Zdobyto między innymi 4 działa z jaszczami i 8 ckm-ów. Na zajętym odcinku pułk utrzymał łączność taktyczną na północ z XIV Brygadą Piechoty w Olewsku, a na południe z 1 pułkiem piechoty Legionów w Serdziukach.